# Duquesne Motor Car Company
Duquesne Motor Car Company war ein US-amerikanischer Hersteller von Automobilen.

## Unternehmensgeschichte
Das Unternehmen wurde 1912 in Pittsburgh in Pennsylvania gegründet. Als Vorgänger gilt die Pittsburgh Cage & Supply Company. Oscar J. Howick war der Konstrukteur und Frank H. Morse Chefingenieur. Die Produktion von Automobilen lief von Juli 1912 bis 1913. Der Markenname lautete Duquesne. Die Verkaufszahlen blieben gering.
Es gab keine Verbindung zur Duquesne Construction Company, die einige Jahre vorher aktiv war.

## Fahrzeuge
Der Four stand von 1912 bis 1913 im Sortiment. Er hatte einen Vierzylindermotor von der Wisconsin Motor Manufacturing Company, der 50 PS leistete. Das Fahrgestell hatte 315 cm Radstand. Der offene Tourenwagen bot Platz für fünf Personen.
1913 ergänzte der Six das Angebot. Er hatte einen Sechszylindermotor mit fast 8000 cm³ Hubraum und ebenfalls 50 PS Leistung. Der Radstand betrug 338 cm. Einzige Karosserieform war ein siebensitziger Tourenwagen.

## Modellübersicht
| Jahr | Modell | Zylinder | Leistung (PS) | Radstand (cm) | Aufbau               |
| ---- | ------ | -------- | ------------- | ------------- | -------------------- |
| 1912 | Four   | 4        | 50            | 315           | Tourenwagen 5-sitzig |
| 1913 | Four   | 4        | 50            | 315           | Tourenwagen 5-sitzig |
| 1913 | Six    | 6        | 50            | 338           | Tourenwagen 7-sitzig |